# ナノマテリアル
ナノマテリアル（英語: Nanomaterial）とは粒径が100nm以下の大きさの素材。より詳細には『非結合状態、または強凝集体（アグリゲート）または弱凝集体（アグロメレート）であり、個数濃度のサイズ分布で50%以上の粒子について1つ以上の外径が1 nmから100 nmのサイズ範囲である粒子を含む、自然の、または偶然にできた、または製造された材料(マテリアル)』とも定義される。

## 概要
一部の物質では粒径が小さくなることで同じ物質でもバルク状の場合とは異なる機能が発現する事が知られる。酸化チタンや酸化亜鉛のような半導体としての性質を持つ素材をコロイド状に分散させて機能を利用する。

## 種類
酸化チタン、炭酸カルシウム、シリカ、カーボンブラック、酸化亜鉛、グラフェン、カーボンナノチューブ、フラーレン等

## 用途
化粧品、触媒、量子ドット、造影剤、ドラッグデリバリー、電子デバイス接合配線材等多岐に渡る。また、ゴム、樹脂、紙、インキ、塗料、シーラントといった種々の材料にフィラーとして混錬され、様々な物性を発現する。

## 安全性
バルク状の場合には問題が無いとされている物質でもナノ粒子ではまだ未解明な部分がある。

## 資料
- ナノマテリアルの安全対策について
- ナノ物質に係る現状等について